# Lu Yanzhou
Lu Yanzhou (chinesisch 鲁彦周, Pinyin Lǔ Yànzhōu; geb. Oktober 1928 im Kreis Chao (heute: Chaohu), Provinz Anhui; gest. 26. November 2006) war ein chinesischer Schriftsteller, Dramatiker und Filmemacher. 
2005 war er angesichts der Ehrungen zum 100. Jahrestag der Entwicklung chinesischer Filme einer der vom Ministerium für Personalangelegenheiten der Volksrepublik China und der Staatlichen Verwaltung für Radio, Film und Fernsehen als herausragender Filmkünstler ausgezeichneten Personen.
Im Deutschen ist Lu Yanzhou durch den Roman Die wunderbare Geschichte des Himmel-Wolken-Berges (Tianyun Shan chuanqi 天云山传奇; dt.) bekannt, der in der Reihe Dialog Dritte Welt Aufnahme fand.